# BMI Country Awards 2014
Die 62. Verleihung der BMI Country Awards fand am 4. November 2014 in Nashville statt. Den BMI Icon Award erhielt der US-amerikanische Country-Musiker Vince Gill für seine Verdienste um die Country-Musik.

## Awards
Folgende weitere Preise wurden vergeben:

### Song des Jahres
- Wagon Wheel von Ketch Secor und Bob Dylan in der Version von Darius Rucker.[3]

### Songwriter des Jahres
- Rhett Akins für
  - Boys ‘Round Here
  - Hey Girl
  - I Can Take It From There
  - It Goes Like This
  - Parking Lot Party
  - Point At You
  - When She Says Baby

### Verleger des Jahres
- Sony/ATV Music Publishing Nashville